# Maternidad (Albacete)
Maternidad es una escultura situada en la ciudad española de Albacete. 
Está localizada en los jardines de la Circunvalación de Albacete, dentro del barrio Sepulcro-Bolera de la capital albaceteña.
Fue inaugurada en 2007. Tallada en bronce, representa, a través del abrazo mutuo entre una madre y su hijo, la protección y el amor maternal. Está elevada sobre un pedestal de piedra rectangular que constituye su base.
Es obra del prestigioso escultor Joaquín García Donaire, cuyas obras se encuentran en colecciones públicas y privadas de todo el mundo.